# Cyklopropen
Cyklopropen je organická sloučenina se vzorcem C3H4, nejjednodušší cykloalken. Vzhledem k silnému úhlovému napětí je velmi reaktivní a obtížně se připravuje. Tato látka byla předmětem řady studií zabývajících se chemickými vazbami a reaktivitou.
V přírodě se samotný nevyskytuje, je však známo několik jeho derivátů přítomných v mastných kyselinách. Deriváty cyklopropenu se také používají na řízení zrání některých druhů ovoce.

## Struktura
Molekula cyklopropenu má trojúhelníkovitý tvar. Kratší dvojné vazby alkenu oproti jednoduchým vazbám alkanu způsobují, že úhel vazby naproti dvojné vazbě se z 60° u cyklopropanu snižuje na 51°.
Podobně jako u cyklopropanu má vazba uhlík–uhlík v kruhu posílenou povahu orbitalu p: alkenový uhlík vykazuje sp2,68 hybridizaci.

## Příprava cyklopropenu a jeho derivátů

### První přípravy
První potvrzená příprava cyklopropenu spočívala v tepelném rozkladu hydroxidu trimethylcyklopropylamonného na hlíně pokryté platinou při 320–330 °C v CO2. Hlavními produkty reakce byly trimethylamin a dimethylcyklopropylamin, vytvořilo se však také kolem 5 % cyklopropenu. Cyklopropen byl také, s výtěžností 1 %, získán tepelným rozkladem aduktu cykloheptatrienu a dimethylacetylendikarboxylátu.

### Syntézy z allylchloridů
Allylchlorid může být dehydrohalogenován amidem sodným při 80 °C, přičemž vzniká cyklopropen s výtěžností kolem 10 %.
CH2=CH-CH2Cl + NaNH2 → C3H4 + NaCl + NH3
Nejvýznamnějším vedlejším produktem je allylamin.
Z allylchloridu a bis(trimethylsilyl)amidu sodného ve vroucím toluenu se po 45–60 minutách vytvoří cyklopropen s výtěžností okolo 40 % a lepší čistotou:
CH2=CH-CH2Cl + NaN(TMS)2 → C3H4 + NaCl + NH(TMS)2
1-methylcyklopropen se připravuje podobným postupem, za pokojové teploty z methallylchloridu a za přítomnosti fenyllithia jako zásady:
CH2=C(CH3)CH2Cl + LiC6H5 → CH3C3H3 + LiCl + C6H6

### Příprava derivátů
Působením methoxidu sodného na nitrocyklopropany dochází k odštěpení dusitanu za tvorby příslušného derivátu cyklopropenu. Příprava čistě alifatických cyklopropenů byla poprvé dosažena pomocí adice karbenů na alkyny za katalýzy mědí. Ethyldiazoacetát za přítomnosti mědi reaguje s acetyleny a tvoří se cyklopropeny. 1,2-dimethylcyklopropen-3-karboxylát lze obdobným způsobem vytvořit z but-2-ynu. Nejčastějšími katalyzátory používanými při těchto reakcích jsou prášková měď a síran měďnatý; lze také použít octan rhodnatý.
Adicí dichlorkarbenu na tetrachlorethen vzniká tetrachlorcyklopropen.

## Reakce
Studie reaktivity cyklopropenu byly zaměřené především na působení jeho úhlového napětí. Při 425 °C se cyklopropen izomerizuje na propyn.
C3H4 → H3CC≡CH
Při pokusech o frakční destilaci cyklopropenu při –36 °C, tedy jeho teplotě varu, docházelo k polymerizaci; její mechanismus je pravděpodobně radikálový, produktem by, podle NMR spekter, měl být polycyklopropan.
Cyklopropen vstupuje do Dielsových–Alderových reakcí, například s cyklopentadienem se tvoří endo-tricyklo[3.2.1.02,4]okt-6-en. Tato reakce se často používá k ověření přítomnosti cyklopropenu po jeho syntéze.

## Podobné sloučeniny
- Kyselina malvalová je toxická mastná kyselina založená na cyklopropenu, vyskytující se v oleji z bavlníkových semen.
- 1-Methylcyklopropen (1-MCP) se používá na omezení zrání ovoce.[7][8]
- Borireny, fosfireny a silireny jsou cyklopropeny substituované borem, fosforem a křemíkem, se vzorci RBC2R'2, RPC2R'2 a R2SiC2R'2.